# Saignes (Cantal)
Saignes település Franciaországban, Cantal megyében. Lakosainak száma 821 fő (2022. január 1.). Saignes Le Monteil, Sauvat, Vebret és Ydes községekkel határos.

## Népesség
A település népessége az elmúlt években az alábbi módon változott:
| Lakosok száma | 702  | 957  | 1009 | 898  | 871  | 855  | 835  | 820  | 821  | 821  |
|               | 1968 | 1982 | 1990 | 2006 | 2013 | 2015 | 2017 | 2019 | 2020 | 2022 |